# Eberhard Fischer (botánico)
Eberhard Fischer (1961) es un botánico, briólogo, y pteridólogo alemán. Ha trabajado en la sistemática y evolución de las familias, especialmente Balsaminaceae, Dracaenaceae, Lentibulariaceae, Scrophulariaceae.

## Algunas publicaciones
- Schäferhoff, B., Fleischmann, A., Fischer, E., Albach, D.C., Borsch, T., Heubl, G. & Müller, K.F. 2010. Towards resolving Lamiales relationships: insights from rapidly evolving chloroplast sequences. BMC Evolutionary Biology (remitido)

- La abreviatura «Eb.Fisch.» se emplea para indicar a Eberhard Fischer como autoridad en la descripción y clasificación científica de los vegetales.[1]